# 微静脉
微静脉（英語：venule，亦称为小静脉）是在微循环中允许血液从毛细血管床返回到更大的被称为静脉的血管中的非常细小的血管。微静脉的直径在7到50μm之间。静脉包含了大约总血容积的70%，而25%的血存在于微静脉中。